# سبارفلوكساسين
سبارفلوكساسين Sparfloxacin (spar FLOX a sin)، والأسماء التجارية Spacin في بنغلاديش، Zagam و Zagam Respipac، هو فلوروكوينولون مضاد حيوي يستخدم في علاج الالتهابات البكتيرية. وكما إنه يتمتع بشكل فريد بسلامة مثيرة للجدل. يُعطى الدَّواءُ بمقدارٍ قرصٍ واحِد (200 ملغ) عن طَريق الفَم يومياً لمدَّة عشرة أيَّام (الإِجمالِي 11 قرصاً)، ولكن يجري تعديلُ الجرعة في حالةِ وُجود اضطرابٍ في الوَظيفَة الكلويَّة.

## الخصائص الدوائية
سبارفلوكساسين هو حوالي 37-45٪ مرتبط ببروتينات في الدم.
- سبارفلوكساسين يحقق درجة عالية من النفاذ إلى معظم الأنسجة، إلا للجهاز العصبي المركزي.
- في عقب واحد 400 & nbsp؛ ملجم جرعة عن طريق الفم من السبارفلوكساسين، وتركيز قمة متوسط يسبب الذراح-السائل التهابات 1.3 LA-غ لكل مل بعد متوسط مدة 5 ساعات بعد الجرعة. وهكذا (عموما انتشار السبارفلوكساسين إلى السائل الملتهب هو 117٪ وإزالة متوسط عمر النصف من هذا السائل هو 19.7 ساعة.[6]
- الانتشار الجلدي للسبارفلوكساسين جيد مع الجلد: معدلات البلازما من 1.00 في 4 ساعات (زمن تركيز قمة البلازما ) و 1.39 عند 5 ساعات. بعد جرعة واحدة عن طريق الفم من 100 أو 200 & nbsp؛ ملجم، على التوالي، يمكن توقع التراكيز في الجلد من 0.56 و0.82-1.31 LA-جرام في الجرام.[7] سبارفلوكساسين يحقق اختراق ممتازة في خلايا الكريات البيض متعددة النواة البشرية  في المختبر .[8]
- سبارفلوكساسين يحقق تراكيز عالية في أنسجة الجهاز التنفسي والجيوب الأنفية. بعد إعطاء الجرعة عن طريق الفم من 400 & nbsp؛ تليها ملغ 200 & nbsp؛ ملغ يوميا، متوسط تراكيز السبارفلوكساسين (2,5-5 ساعة بعد الجرعات) الغشاء المخاطي القصبي، سائل التبطين الطلائي والضامة السنخية هي 4.4 & nbsp؛ ميكروغرام / غرام، 15.0 & nbsp؛ ميكروغرام / مل و 53.7 & nbsp؛ ميكروغرام / غرام على التوالي. متوسط تركيز السبارفلوكساسين في الفك العلوي الجيوب الأنفية الغشاء المخاطي، 2-5 ساعات بعد جرعة وحيدة 400 & nbsp؛ ملغ، هو 5.8 & nbsp؛ ميكروغرام / غرام.[9]

## الاستخدامات الطبية
يُستعمَل هذا الدَّواءُ لمُعالجة أنواع مختلفَة من العَدوى الجُرثوميَّة. يشار إلى المركب لعلاج عدوى الجهاز التنفسي السفلي المكتسبة من المجتمع (التهاب الجيوب الأنفية الحاد، التفاقم التهاب القصبات المزمن التي تسببها البكتيريا الحساسة، الالتهاب الرئوي المكتسب من المجتمع).

## الأثار الجانبية
- وفي مراجعة 2081 مريض بالغ مشارك في المرحلة الثالثة من التجارب السريرية لالسبارفلوكساسين المكتسبة من المجتمع، عدوى الجهاز التنفسي السفلي، السبارفلوكساسين (200- أو 400 & nbsp؛ ملغ إعطاء من 100 أو 200 & nbsp؛ ملجم يوميا، أي 200/100 & nbsp؛ ملجم) وجود نسبة مماثلة من الآثار الضائرة كعوامل مقارنة (روبنشتاين، 1996)؛ 400/200 ملجم & nbsp. بلغ اجمالي المعدل الآثار الجانبية المتعلقة بالدواء السبارفلوكساسين 400/200 & nbsp؛ ملجم إزاء المقارنة و200/100 & nbsp؛ ملليغرام مقابل للمقارنة (الأموكسيسيلين/حمض الكلافولانيك) كانت 13.7 مقابل 17.7٪، و 9.5 مقابل 13.2٪، على التوالي.
- ألم في منطقة البطن.
- غَثيان أو قيء. ويمكن أن يفيدَ استعمالُ وجبات صغيرة متكرِّرة والعناية بنظافة الفم ومص حلوى جافَّة أو مَضغ اللبان «العلكة» للتَّخفيف من ذلك.
- إسهال (يمكن أن يفيدَ استعمالُ الزَّبادي أو اللَّبن).

 have not been reported.

## آلية عمل الدواء
يُمارسُ السَّبارفلوكساسين Sparfloxacin نَشاطَه المضادَّ للجَراثيم، من خِلال منع إِنزيم غيراز الحمض النَّووي المَنـزوع الأكسجين DNA gyrase . وهذا الإِنزيمُ يُساعِد على تكرار هذا الحمض النووي وعلى الانتِساخ والتَّكاثر، ولكنَّ الدَّواءَ يُثبِّط هذا الإنزيم.

## موانع استعمال الدواء
- لا يُعطَى هذا الدَّواءُ للأطفال ما دون سنِّ ثمانِي عشرة سنة من العمر.
- إذا كان لدى المَريض تَحسُّسٌ تجاه السبارفلوكساسين أو أيِّ مكوِّن آخر في هذا الدَّواء.
- يجب إِطلاعُ مُقدِّم الرِّعاية الصحِّية إذا كان لدى المريض تَحَسُّسٌ لأيِّ دواء آخر.
- يجب التأكُّدُ من القِيام بالإبلاغ عن التَّحسُّس الذي أصاب المريضَ والكيفيَّة التي أثَّر بها فيه. ويتضمَّن ذلك الكشفَ عن وجود طَفح أو بثور أو حكَّة جلديَّة أو ضيق في التنفُّس أو صَفير عندَ الشَّهيق أو سُعال أو تَورُّم الوجه أو الشَّفتين أو اللِّسان أو الحَلق، أو أيَّة أعراض أخرى مُصاحبَة لاِستِعمال الدَّواء.
- إذا كان المَريضُ يتَنَأول أياً من هذه الأدوية: الأميودارون Amiodarone والأَميتريبتيلين Amitriptyline (وأَشباهه) والأَموكسيبين Amoxicillin والأَستيميزول Astemizole والبيبريديل Bepridil والكلوروكين Chloroquine والكلوربرومازين Chlorpromazine والسِّيسابريد Cisapride والدِّيسيبرامين Desipramine والدِّيسوبيراميد Disopyramide والدُّوكسيبين Doxepin والفلوفينازين Fluphenazine والفوروسيميد Furosemide والهالوفانترين Halofantrine والثِّيُوريدازين Thioridazine التِّرفينادين Terfenadine والبريدنيزون Prednisone وغيرها (حسب توصيات الطَّبيب).
- إذا كانت المَريضَةُ تُرضِع رضاعةً طبيعيَّة من الثَّدي.